# Union des forces patriotiques
L'Union des forces patriotiques (UFP) est un parti politique sénégalais, dirigé par Massokhna Kane, avocat et président de SOS Consommateurs.

## Histoire
Me Kane a exercé des responsabilités d'abord au sein du Parti démocratique sénégalais (PDS), puis du parti d'opposition l'Alliance des forces de progrès (AFP), avant de créer sa propre formation politique, l'UFP, officiellement reconnue le 8 décembre 2003.
Lors des élections législatives de 2007, l'UFP a soutenu la majorité présidentielle, mais quitté la Coalition Waar Wi.

## Orientation
C'est un parti appartenant à la mouvance présidentielle proche d'Abdoulaye Wade.

## Organisation
Le siège du parti se trouve à Hann Bel-Air (Dakar).